# Trois morceaux dans le genre pathétique
Trois Morceaux dans le genre pathétique op. 15 est une suite en trois mouvements pour piano composée par le compositeur français Charles-Valentin Alkan et publiée en 1837. La suite porte également le titre Souvenirs. Les trois mouvements sont Aime-moi, Le Vent et Morte.

## Analyse

### Aime-moi
Aime-moi, en la♭ mineur, présente des accords répétés, des trémolos et des arpèges. Le premier thème rappelle le style de Chopin. Entre le début du morceau et le climax au milieu, la subdivision du temps augmente progressivement. Elle commence par des croches, passe aux triolets, puis aux doubles croches, ensuite à cinq notes par temps, etc., jusqu’à culminer avec des triples croches (huit par temps).
Après ce climax, le thème principal est réexposé, mais il est bientôt suivi par une mélodie plus intense en octaves, accompagnée de doubles croches en triolets à la main gauche (six notes par temps). La tonalité passe alors de la♭ mineur à la♭ majeur et la pièce entre dans une longue section sinueuse de doubles croches fluides alternant par groupes de deux entre la main droite et la main gauche.
Les doubles croches s’élèvent dans le registre aigu et un petit arpège descendant puis ascendant semble conclure la pièce. Cependant, Alkan ajoute encore une petite fioriture avant de finalement terminer en la♭ majeur.

### Le vent
Le Vent est en si mineur. La pièce est en trois sections, approximativement de forme ABA'. Les premières et troisièmes sections contiennent des gammes chromatiques tout au long, à la manière d’un impromptu, tandis que la section centrale contraste par des arpèges accompagnant la mélodie au lieu des gammes chromatiques. Ces gammes chromatiques comprennent une transition de deux pages, entièrement composée de gammes chromatiques doubles balayant presque toute l’étendue du clavier.
Le premier thème évoque clairement le vent, avec des accords tristes étendus superposés à des chromatismes languissants. Le second thème est en ré majeur (la tonalité relative de si mineur) et met en valeur de grands balayages à la main gauche tandis que la main droite joue la mélodie en octaves (citant l’Allegretto de la septième symphonie de Beethoven) avec des trémolos.
Ensuite, le premier thème revient avec force, cette fois avec des trémolos à la main gauche au lieu des accords. De façon surprenante, après des gammes chromatiques glaçantes dans le registre grave, la pièce se termine par une dernière légère gamme chromatique ascendante et un accord de si majeur.
Kaikhosru Shapurji Sorabji a écrit à propos de cette pièce en 1932 qu'elle était
Familier... trop familier, serait-on tenté de dire, car la plupart des gens pensent à Alkan — en fait, ne le connaissent que — comme le compositeur de Le Vent, tout comme ils ne connaissent de Sibelius que la Valse Triste ou Finlandia ; les grands maîtres respectivement du « Festin d'Ésope (en) » et de la quatrième symphonie demeurant pour eux une terra incognita,.

### Morte
Morte en sol♯ mineur est une marche funèbre lente et sombre, dominée par un ton de lamentation. Dès les premières mesures, le rythme lourd et les harmonies sombres évoquent une procession funèbre. Elle utilise le chant grégorien du Dies Irae. C’est la plus longue des trois pièces, et elle comporte des passages d’accords denses et difficiles, des intervalles de sixte, des trilles, des trémolos, ainsi que des notes répétées.
À un moment de la pièce, un si♭ résonne de manière continue, évoquant très fortement le Gibet de Ravel dans Gaspard de la nuit, composé plus de 70 ans plus tard.
Vers la fin, une montée passionnée et intense conduit à une série d’accords brefs et rapides, similaires à ceux de la fin de la Ballade n° 4 en fa mineur de Chopin, juste avant la coda.
La pièce se termine en citant le thème de « Aime-moi », enchaîne sur quelques gammes chromatiques très proches de celles de « Le Vent », puis conclut de façon très abrupte par un long trille suivi de deux courts accords en doubles croches.

Sorabji considère que 
ce mouvement est le plus remarquable de l’ensemble… une élégie ou une marche funèbre bouleversante et tragique… pleine d’audaces étonnantes, tant sur le plan technique, pianistique qu’harmonique, et sa conclusion est aussi étrangement inquiétante qu’elle est originale et audacieuse,.

## Réception
Les pièces reçoivent une critique virulente de Robert Schumann qui écrit :
Cela a un parfum prononcé de Sue et de Sand. On est frappé par un art aussi faux et artificiel... Nous sommes toujours prêts à excuser un talent qui s’égare… mais lorsque l’on ne trouve rien d’autre que du noir sur du noir, on se détourne avec découragement,
Franz Liszt, à qui ce recueil est dédié l'accueille beaucoup plus chaleureusement que Schumann, déclarant qu’elles avaient été « lues et relues maintes fois depuis le jour où elles m’avaient procuré une si grande joie. Ce sont des compositions on ne peut plus distinguées et, tout préjugé amical mis à part, susceptibles de susciter un profond intérêt chez les musiciens. »

## Enregistrements
Des enregistrements des Trois Morceaux ont été faits par Robert Rivard, Marc-André Hamelin, Yui Morishita et Vincenzo Maltempo (en). Il existe également un enregistrement de Le Vent à partir d'un rouleau de piano réalisé par Harold Bauer.